# Юджин Ссеппуя
Ендрю Юджин Сcеппуя (англ. Andrew Eugene Sseppuya; нар. 1 квітня 1986, Кампала, Уганда) — угандійський футболіст, нападник. Виступав за національну збірну Уганди.

## Клубна кар'єра
З 7-річного віку займався футболом у школі клубу «Вілла» з Кампали. У 15-річному віці розпочав грати за вище вказаний клуб на професійному рівні. До 2001 року грав за «Віллу».
З 2001 по 2004 рік грав у футбол за університетську команду Алабама Ей-енд-Ем, за цей час зіграв у 59 іграх, відзначився 41-м голом і 19-ма результативними передачами, з 2001 по 2003 рік залишався найрезультативнішим гравцем команди. Травма, через яку вибув протягом більшої частини сезону 2004 року, не дозволила йому повторити досягнення в четвертому сезоні, але, незважаючи на те, що він зіграв лише чотири гри за сезон, обраний під 31-м номером на Додатковому драфті MLS 2005. Зіграв одну гру за «Колорадо Репідс», перш ніж у червні залишив команду. У 2005 році перейшов до команди «Вірджинія Біч Марінерс», яка виступала в Першому дивізіоні USL. Зіграв за команду вісім матчів чемпіонату та відзначився 2-ма голами. Згодом вирішив продовжити навчання в Університеті Алабами і в 2006 році не грав за жоден клуб.
У грудні, після тижневого перегляду, підписав 2-річний контракт з вірменською командою «Бананц» за нерозголошену суму. З вище вказаним клубом виступав у Кубку чемпіонів СНД, де відзначився одним голом у двох матчах. Після декількох турів чемпіонату сезону 2007 року залишив команду, при цьому так і не зіграв жодного матчу в чемпіонаті. З червня залишався вільним агентом.
Потім завдяки допомозі свого співвітчизника Нестроя Кізіто вирушив до сербської «Воєводини». У команді також не був основним гравцем, зіграв у 14 матчах чемпіонату, переважно виходячи на заміну, відзначився двома голами. Під час зимового трансферного вікна 2008/09 приєднався до «Чукаричок». Наприкінці квітня 2009 року статистично був найрезультативнішим бомбардиром сербської Суперліги 2008/09, провів один матч за «Воєводину» та 11 за «Чукарички», відзначився при цьому 7-ма голами, що означає один гол за кожні 114 хвилин на полі. У сезоні 2009/10 року зіграв у трьох матчах чемпіонату, після чого у вересні 2009 року його контракт з «Чукаричками» закінчився.
14 вересня прибув на перегляд у польський клуб «Шльонськ» (Вроцлав). Після трьох днів перегляду тренери Шльонська вирішили не запрошувати угандійця.
У жовтні 2009 року підписав 1-річний контракт з «Млади Радником». 16 березня 2010 року підписав контракт з литовською «Судувою». 1 серпня 2010 року підписав контракт із командою А-Ліги «Норт Квінсленд Ф'юрі», що зробило його 20-м гравцем клубу, який підписав контракт напередодні нового сезону. Першим голом за «Ф'юрі» відзначився в нічийному (2:2) матчі 3-го туру проти «Мельбурн Вікторі». Після розформування клубу вільним агентом залишив його.
Наприкінці березня 2011 року підписав контракт з клубом румунської Ліги II «Петролул» (Плоєшти). У 2011 році тричі зіграв за «Петролул». Але після того, як клуб вийшов у Лігу I, влітку того ж року вільним агентом залишив команду. На початку вересня 2011 року повернувся до Сербії, де підписав контракт з «Борацом» (Чачак). Отримав можливість грати за клуб починаючи з 5-го туру Суперліги Сербії 2011/12. У липні 2012 року, після вильоту «Бораца» з Суперліги, Ссеппуя побував на перегляді в колумбійському «Бояка Чіко», але зрештою його підписав «Єдинство» (Бієло-Полє) з Першої ліги Чорногоріїref>Eugene Sseppuya [Архівовано 19 February 2013 у Archive.is] at FSCG.co.me</ref>.
Відзначився 3-ма голами в 4-х матчах за «Істіклол», у січні 2014 року вільним агентом залишив клуб.

## Кар'єра в збірній
У 2000 року виступав за другу збірну Уганди.
У першій національній збірній Уганди дебютував 19 червня 2007 року в матчі кваліфікації Кубку африканських націй проти Лесото. Юджин Ссеппуя зіграв щонайменше сім матчів за національну збірну Уганди у період між 2007 і 2010 роками, включаючи 5 матчів (2 голи) у кваліфікації чемпіонат світу 2010.

## Статистика виступів

### У збірній
| Дата       | Місто    | Господарі | Результат | Гості    | Турнір                                  | Голи | Примітки |
| ---------- | -------- | --------- | --------- | -------- | --------------------------------------- | ---- | -------- |
| 26-5-2007  | Кампала  | Уганда    | 1 – 1     | Танзанія | товариський матч                        | -    | ?'       |
| 19-6-2007  | Масеру   | Лесото    | 0 – 0     | Уганда   | Відбір до Кубка африканських націй 2008 | -    | 46'      |
| 31-5-2008  | Кампала  | Уганда    | 1 – 0     | Нігер    | Відбір до ЧС 2010                       | -    | 59'      |
| 8-6-2008   | Котону   | Бенін     | 4 – 1     | Уганда   | Відбір до ЧС 2010                       | 1    | 80'      |
| 14-6-2008  | Кампала  | Уганда    | 3 – 1     | Ангола   | Відбір до ЧС 2010                       | 1    | 58'      |
| 23-6-2008  | Луанда   | Ангола    | 0 – 0     | Уганда   | Відбір до ЧС 2010                       | -    | 50' 62'  |
| 12-10-2008 | Кампала  | Уганда    | 2 – 1     | Бенін    | Відбір до ЧС 2010                       | -    | 57'      |
| 9-10-2010  | Касарані | Кенія     | 0 – 0     | Уганда   | Відбір до Кубка африканських націй 2012 | -    | 56'      |
| Усього     |          | Матчів    | 8         |          | Голів                                   | 2    |          |

## Досягнення
«Вілла»
- Чемпіонат Уганди
  -  Чемпіон (4): 1998, 1999, 2000, 2001

- Кубок Уганди
  -  Володар (2): 1998, 2000